# Giải đua ô tô Công thức 1 Ý 2023
Giải đua ô tô Công thức 1 Ý 2023 (tên chính thức là Formula 1 Pirelli Gran Premio d'Italia 2023) là một chặng đua Công thức 1 được tổ chức vào ngày 3 tháng 9 năm 2023 tại trường đua Monza, Ý, và là chặng đua thứ 14 của giải đua xe Công thức 1 2023.

## Bối cảnh
Ferrari tham gia chặng đua quê nhà của đội với màu sơn đặc biệt có các điểm nhấn màu vàng. Alfa Romeo cũng xuất hiện với màu sơn đặc biệt với lá cờ Ý.

### Bảng xếp hạng trước cuộc đua
Sau giải đua ô tô Công thức 1 Hà Lan, Max Verstappen dẫn đầu trước Sergio Pérez (201 điểm) và Fernando Alonso (168 điểm) trong bảng xếp hạng các tay đua với 339 điểm. Trong bảng xếp hạng các đội đua, Red Bull Racing dẫn đầu trước Mercedes (255 điểm) và Aston Martin (215 điểm) với 540 điểm.

### Lựa chọn bộ lốp
Nhà cung cấp lốp xe Pirelli cung cấp các bộ lốp hạng C3, C4 và C5 (được chỉ định lần lượt là cứng, trung bình và mềm) để các đội sử dụng tại sự kiện này.

### Thay đổi tay đua
Liam Lawson tiếp tục thay thế tay đua AlphaTauri Daniel Ricciardo tại cuộc đua này sau khi xương bàn tay trái của Ricciardo bị gãy trong buổi tập thứ hai của chặng đua trước đó ở Hà Lan. Felipe Drugovich tiếp quản chiếc xe đua Aston Martin của Lance Stroll trong buổi tập đầu tiên.

## Tường thuật

### Buổi tập
Trong buổi tập đầu tiên, Felipe Drugovich tiếp quản chiếc xe đua Aston Martin của Lance Stroll. Verstappen lập thời gian nhanh nhất với 1:22,657 phút trước Carlos Sainz jr. và Sergio Pérez.
Trong buổi tập thứ hai, Sainz jr. lập thời gian nhanh nhất với 1:21,355 phút trước Lando Norris và Pérez.
Trong buổi tập thứ ba, Sainz jr. lập thời gian nhanh nhất với 1:20,912 phút trước Verstappen và Lewis Hamilton.

### Vòng phân hạng
Vòng phân hạng bao gồm ba phần với thời gian chạy 45 phút. Trong phần đầu tiên (Q1), các tay đua có 18 phút để tiếp tục tham gia phần thứ hai vòng phân hạng. Tất cả các tay đua đạt được thời gian trong phần đầu tiên với thời gian tối đa 107% thời gian nhanh nhất được phép tham gia cuộc đua. 15 tay đua nhanh nhất lọt vào phần tiếp theo. Verstappen là tay đua nhanh nhất phần này. Sau khi Q1 kết thúc, Chu Quán Vũ, cả hai tay đua Alpine, Kevin Magnussen và Stroll bị loại.
Phần thứ hai (Q2) kéo dài 15 phút và mười tay đua nhanh nhất của phần này đi tiếp vào phần thứ ba của vòng phân hạng. Verstappen là tay đua nhanh nhất phần này. Sau khi Q2 kết thúc, cả hai tay đua AlphaTauri, Nico Hülkenberg, Valtteri Bottas và Logan Sargeant bị loại.
Phần cuối cùng (Q3) kéo dài mười hai phút, trong đó mười vị trí xuất phát đầu tiên được xác định sẵn. Carlos Sainz jr. giành vị trí pole với thời gian là 1:20,294 phút trước Max Verstappen và Charles Leclerc. Đây là vị trí pole đầu tiên của Sainz jr. trong mùa giải này và cũng là vị trí pole thứ tư trong sự nghiệp Công thức 1 của anh.

### Cuộc đua
Vòng đua đội hình xuất phát bị gián đoạn sau khi chiếc xe của Yuki Tsunoda bị hỏng trên đường đua. Ban đầu, các tay đua được lập thêm một vòng đua đội hình xuất phát bổ sung trước khi thời gian trễ 20 phút. Trong thời gian này, các thành viên trong đội pit của các đội đã ra đường đua. Vòng đội hình thứ ba được tổ chức trước khi cuộc đua bắt đầu. Vì hai vòng đội hình đột xuất đã diễn ra nên khoảng cách cuộc đua đã giảm đi hai vòng.
Carlos Sainz Jr. đã có một khởi đầu thuận lợi từ vị trí pole và anh cầm chân Verstappen trong 14 vòng đua đầu tiên. Ở vòng đua thứ 15, Sainz đã phanh gấp ở khúc cua đầu tiên và Verstappen chiếm lấy vị trí dẫn đầu từ tay anh. Verstappen dẫn đầu cuộc đua trong năm vòng tiếp theo cho đến khi anh vào làn pit để đổi lốp. Trong khi đó, George Russell và Pérez tranh giành vị trí thứ tư sau Leclerc. Ở vòng 14, Pérez đã vượt qua được Russell ở khúc cua đầu tiên, nhưng cả hai xe đều trượt khúc cua và Pérez phải giả lại vị trí cho Russell. Sau khi Russell vào làn pit để đổi lốp, anh vượt qua Esteban Ocon trái phép khi vượt qua từ phía bên ngoài đường đua ở khúc cua đầu tiên. Do vậy, Russell đã bị phạt 5 giây.
Ở vòng đua thứ 41, Lewis Hamilton đã phanh gấp và mắc lỗi khi vượt qua Oscar Piastri. Lỗi này khiến anh cắt ngang Piastri trong vùng phanh ở khúc cua số 4. Sau vụ va chạm này, mũi xe của Piastri bị hư hỏng và anh phải vào làn pit đột xuất để thay thế mũi xe và đổi lốp. Hamilton nhận một án phạt 5 giây vì vụ va chạm này nhưng anh ấy đã có đủ khoảng cách so với Alexander Albon ở những vòng đua cuối cùng để tránh mất bất kỳ vị trí nào khi án phạt được áp dụng. Hamilton dễ dàng vượt qua Albon, người đang bảo vệ vị trí của mình trước Lando Norris. Trong khi đó, Sainz mất vị trí thứ hai vào tay Pérez sau khi bị Pérez vượt qua. Khi cuộc đua sắp kết thúc, Leclerc phanh gấp hai lần và suýt va chạm với Sainz.
Sau khi cuộc đua kết thúc, Verstappen giành chiến thắng giải đua ô tô Công thức 1 Ý lần thứ hai liên tiếp trong sự nghiệp Công thức 1 của mình. Với mười chiến thắng liên tiếp kể từ giải đua ô tô Công thức 1 Miami, anh chính thức phá kỷ lục chín chiến thắng liên tiếp của Sebastian Vettel vào năm 2013. Thêm vào đó, Red Bull Racing đã kéo dài kỷ lục số lần chiến thắng liên tiếp của một đội đua lên con số thứ 15 kể từ khi họ đã giành chiến thắng mọi cuộc đua kể từ giải đua ô tô Công thức 1 Abu Dhabi 2022. Các tay đua còn lại ghi điểm trong cuộc đua này là Leclerc, Russell, Hamilton, Albon, Norris, Fernando Alonso và Valtteri Bottas.

## Kết quả

### Vòng phân hạng
| Vị trí                   | Số xe | Tay đua          | Đội đua                      | Q1       | Q2       | Q3       | Thay đổi vị trí |
| ------------------------ | ----- | ---------------- | ---------------------------- | -------- | -------- | -------- | --------------- |
| 1                        | 55    | Carlos Sainz Jr. | Ferrari                      | 1:21,965 | 1:20,991 | 1:20,294 | 01              |
| 2                        | 1     | Max Verstappen   | Red Bull Racing-Honda RBPT   | 1:21,573 | 1:20,937 | 1:20,307 | 02              |
| 3                        | 16    | Charles Leclerc  | Ferrari                      | 1:21,788 | 1:20,977 | 1:20,361 | 03              |
| 4                        | 63    | George Russell   | Mercedes                     | 1:22,148 | 1:21,382 | 1:20,671 | 04              |
| 5                        | 11    | Sergio Pérez     | Red Bull Racing-Honda RBPT   | 1:21,911 | 1:21,240 | 1:20,688 | 05              |
| 6                        | 23    | Alexander Albon  | Williams-Mercedes            | 1:21,661 | 1:21,272 | 1:20,760 | 06              |
| 7                        | 81    | Oscar Piastri    | McLaren-Mercedes             | 1:22,106 | 1:21,527 | 1:20,785 | 07              |
| 8                        | 44    | Lewis Hamilton   | Mercedes                     | 1:21,977 | 1:21,369 | 1:20,820 | 08              |
| 9                        | 4     | Lando Norris     | McLaren-Mercedes             | 1:21,995 | 1:21,581 | 1:20,979 | 09              |
| 10                       | 14    | Fernando Alonso  | Aston Martin Aramco-Mercedes | 1:22,043 | 1:21,543 | 1:21,417 | 10              |
| 11                       | 22    | Yuki Tsunoda     | AlphaTauri-Honda RBPT        | 1:21,852 | 1:21,594 | –        | 11              |
| 12                       | 40    | Liam Lawson      | AlphaTauri-Honda RBPT        | 1:22,112 | 1:21,758 | –        | 12              |
| 13                       | 27    | Nico Hülkenberg  | Haas-Ferrari                 | 1:22,343 | 1:21,776 | –        | 13              |
| 14                       | 77    | Valtteri Bottas  | Alfa Romeo-Ferrari           | 1:22,249 | 1:21,940 | –        | 14              |
| 15                       | 2     | Logan Sargeant   | Williams-Mercedes            | 1:21,930 | 1:21,944 | –        | 15              |
| 16                       | 24    | Chu Quán Vũ      | Alfa Romeo-Ferrari           | 1:22,390 | –        | –        | 16              |
| 17                       | 10    | Pierre Gasly     | Alpine-Renault               | 1:22,545 | –        | –        | 17              |
| 18                       | 31    | Esteban Ocon     | Alpine-Renault               | 1:22,548 | –        | –        | 18              |
| 19                       | 20    | Kevin Magnussen  | Haas-Ferrari                 | 1:22,592 | –        | –        | 19              |
| 20                       | 18    | Lance Stroll     | Aston Martin Aramco-Mercedes | 1:22,860 | –        | –        | 20              |
| Thời gian 107%: 1:27,283 |       |                  |                              |          |          |          |                 |

### Cuộc đua
| Vị trí                                                                             | Số xe | Tay đua          | Đội đua                      | Số vòng1 | Thời gian/ Bỏ cuộc | Thay đổi vị trí | Số điểm |
| ---------------------------------------------------------------------------------- | ----- | ---------------- | ---------------------------- | -------- | ------------------ | --------------- | ------- |
| 1                                                                                  | 1     | Max Verstappen   | Red Bull Racing-Honda RBPT   | 51       | 1:13:41,143        | 2               | 25      |
| 2                                                                                  | 11    | Sergio Pérez     | Red Bull Racing-Honda RBPT   | 51       | + 6,064            | 5               | 18      |
| 3                                                                                  | 55    | Carlos Sainz Jr. | Ferrari                      | 51       | + 11,193           | 1               | 15      |
| 4                                                                                  | 16    | Charles Leclerc  | Ferrari                      | 51       | + 11,377           | 3               | 12      |
| 5                                                                                  | 63    | George Russell   | Mercedes                     | 51       | + 23,0282          | 4               | 10      |
| 6                                                                                  | 44    | Lewis Hamilton   | Mercedes                     | 51       | + 42,6793          | 8               | 8       |
| 7                                                                                  | 23    | Alexander Albon  | Williams-Mercedes            | 51       | + 45,106           | 6               | 6       |
| 8                                                                                  | 4     | Lando Norris     | McLaren-Mercedes             | 51       | + 45,449           | 9               | 4       |
| 9                                                                                  | 14    | Fernando Alonso  | Aston Martin Aramco-Mercedes | 51       | + 46,294           | 10              | 2       |
| 10                                                                                 | 77    | Valtteri Bottas  | Alfa Romeo-Ferrari           | 51       | + 1:04,056         | 14              | 1       |
| 11                                                                                 | 40    | Liam Lawson      | AlphaTauri-Honda RBPT        | 51       | + 1:10,638         | 12              |         |
| 12                                                                                 | 81    | Oscar Piastri    | McLaren-Mercedes             | 51       | + 1:13,0744        | 7               |         |
| 13                                                                                 | 2     | Logan Sargeant   | Williams-Mercedes            | 51       | + 1:18,5575        | 15              |         |
| 14                                                                                 | 24    | Chu Quán Vũ      | Alfa Romeo-Ferrari           | 51       | +1:20,164          | 16              |         |
| 15                                                                                 | 10    | Pierre Gasly     | Alpine-Renault               | 51       | + 1:22,510         | 17              |         |
| 16                                                                                 | 18    | Lance Stroll     | Aston Martin Aramco-Mercedes | 51       | + 1:27,266         | 20              |         |
| 17                                                                                 | 27    | Nico Hülkenberg  | Haas-Ferrari                 | 50       | + 1 vòng           | 13              |         |
| 18                                                                                 | 20    | Kevin Magnussen  | Haas-Ferrari                 | 50       | + 1 vòng           | 19              |         |
| Bỏ cuộc                                                                            | 31    | Esteban Ocon     | Alpine-Renault               | 39       | Vô lăng            | 18              |         |
| Không xuất phát                                                                    | 22    | Yuki Tsunoda     | AlphaTauri-Honda RBPT        | –        | Động cơ            | –6              |         |
| Vòng đua nhanh nhất: Oscar Piastri (McLaren-Mercedes) – 1:25,072 (vòng đua thứ 43) |       |                  |                              |          |                    |                 |         |
| Tay đua xuất sắc nhất cuộc đua: Carlos Sainz Jr. (Ferrari), 31,5% số phiếu bầu     |       |                  |                              |          |                    |                 |         |

Chú thích:
- ^1  – Số vòng cuộc đua (dự kiến là 53 vòng) bị rút ngắn xuống còn 51 vòng do thủ tục xuất phát bị hủy bỏ.[13]
- ^2  – George Russell nhận một án phạt 5 giây sau cuộc đua vì đi chệch khỏi làn đua và mang lại lợi thế cho mình. Vị trí về đích của anh không bị thay đổi.[13]
- ^3  – Lewis Hamilton nhận một án phạt 5 giây sau cuộc đua vì gây ra vụ va chạm với Oscar Piastri. Vị trí về đích của anh không bị thay đổi.[13]
- ^4  – Oscar Piastri về đích ở vị trí thứ 11 nhưng bị tụt xuống vị trí thứ 12 sau sau khi nhận một án phạt 5 giây sau cuộc đua vì đi chệch khỏi làn đua và mang lại lợi thế cho mình.[13]
- ^5  – Logan Sargeant nhận một án phạt 5 giây sau cuộc đua vì gây ra vụ va chạm với Valtteri Bottas. Vị trí về đích của anh không bị thay đổi.[13]
- ^6  – Yuki Tsunoda đã không thể tham gia cuộc đua do động cơ bị hỏng trong vòng đua đội hình xuất phát. Vị trí xuất phát của anh ấy đã bị bỏ trống.[13]

## Bảng xếp hạng sau cuộc đua

### Bảng xếp hạng các tay đua
| Vị trí | Tay đua          | Đội đua                      | Số điểm | Thay đổi vị trí |
| ------ | ---------------- | ---------------------------- | ------- | --------------- |
| 1      | Max Verstappen   | Red Bull Racing-Honda RBPT   | 364     | +/-0            |
| 2      | Sergio Pérez     | Red Bull Racing-Honda RBPT   | 219     | +/-0            |
| 3      | Fernando Alonso  | Aston Martin Aramco-Mercedes | 170     | +/-0            |
| 4      | Lewis Hamilton   | Mercedes                     | 164     | +/-0            |
| 5      | Carlos Sainz Jr. | Ferrari                      | 117     | +/-0            |
| 6      | Charles Leclerc  | Ferrari                      | 111     | +/-0            |
| 7      | George Russell   | Mercedes                     | 109     | +/-0            |
| 8      | Lando Norris     | McLaren-Mercedes             | 79      | +/-0            |
| 9      | Lance Stroll     | Aston Martin Aramco-Mercedes | 47      | +/-0            |
| 10     | Pierre Gasly     | Alpine-Renault               | 37      | +/-0            |

- Lưu ý: Chỉ có mười vị trí đứng đầu được liệt kê trong bảng xếp hạng này.

### Bảng xếp hạng các đội đua
| Vị trí | Đội đua                      | Số điểm | Thay đổi vị trí |
| ------ | ---------------------------- | ------- | --------------- |
| 1      | Red Bull Racing-Honda RBPT   | 583     | +/-0            |
| 2      | Mercedes                     | 273     | +/-0            |
| 3      | Ferrari                      | 228     | 1               |
| 4      | Aston Martin Aramco-Mercedes | 217     | 1               |
| 5      | McLaren-Mercedes             | 115     | +/-0            |
| 6      | Alpine-Renault               | 73      | +/-0            |
| 7      | Williams-Mercedes            | 21      | +/-0            |
| 8      | Haas-Ferrari                 | 11      | +/-0            |
| 9      | Alfa Romeo-Ferrari           | 10      | +/-0            |
| 10     | AlphaTauri-Honda RBPT        | 3       | +/-0            |